# Bandeira do Paquistão

Bandeira Paquistanesa.

A bandeira nacional do Paquistão foi desenhada por Muhammad Ali Jinnah, baseada na bandeira original da Liga Muçulmana. Ela foi adotada pela Assembleia Constituinte em 11 de agosto de 1947, justo dias antes da independência. A bandeira é referida no hino nacional como Parcham-e-Sitāra-o-Hilāl em urdu (literalmente: Bandeira do Crescente e da Estrela). A bandeira consiste de um campo verde escuro, representando a maioria muçulmana do país, com uma faixa branca no lado do haste, representando as minorias religiosas. No centro, há uma lua crescente branca, representando progresso, e uma estrela de cinco pontas, representando luz e conhecimento. A bandeira simboliza o comprometimento paquistanês ao Islã, ao mundo islâmico e aos direitos das minorias religiosas. É alçada em vários dias importantes do ano, incluindo o Dia da República e o Dia da Independência.